# Kakinada
Kakinada är en hamnstad i delstaten Andhra Pradesh i Indien, och är huvudort för distriktet East Godavari. Folkmängden uppgick till cirka 380 000 invånare vid folkräkningen 2011, och hela storstadsområdet beräknades ha cirka en halv miljon invånare 2018.